# Apatema apatemella
Apatema apatemella is een vlinder uit de familie dominomotten (Autostichidae). De wetenschappelijke naam is, als Oegoconia apatemella, voor het eerst geldig gepubliceerd in 1958 door Amsel.
Deze vlinder komt voor in Europa. De typelocatie is Cyprus.